# Ute Park
Ute Park er et kommunefrit område i Colfax County, New Mexico, USA. Ute Park har en befolkning af 71 mennesker, og tidligere var en del af den Maxwell Land Grant. Ute Park er nær feriekolonien Philmont Scout Ranch i Cimarron, New Mexico.
36°33′29″N 105°06′54″V / 36.5581°N 105.115°V